# Miguel Alemán Secadora
Miguel Alemán Secadora är en ort i Mexiko.   Den ligger i kommunen Pabellón de Arteaga och delstaten Aguascalientes, i den centrala delen av landet, 400 km nordväst om huvudstaden Mexico City. Miguel Alemán Secadora ligger 1 912 meter över havet och antalet invånare är 157.
Terrängen runt Miguel Alemán Secadora är platt åt sydost, men åt nordväst är den kuperad. Runt Miguel Alemán Secadora är det ganska tätbefolkat, med 185 invånare per kvadratkilometer. Närmaste större samhälle är Pabellón de Arteaga, 2,3 km norr om Miguel Alemán Secadora. Trakten runt Miguel Alemán Secadora består till största delen av jordbruksmark.